# First Access Entertainment
First Access Entertainment — совместное предприятие entertainment company Сары Стеннетт и основателя Access Industries Леонида Блаватника с офисами в Лондоне, Нью-Йорке и Лос-Анджелесе. First Access Entertainment работает по вертикали музыки, моды и развлечений; инвестирование, управление и продвижение компаний и талантов на основе активов, возникающих из развлекательного бизнеса.

## История
First Access Entertainment началась как Turn First Artists, агентство по управлению и развитию артистов, базирующееся в Западном Лондоне, основанное музыкальным менеджером Сарой Стеннетт. Стеннетт была ответственна за запуск карьеры артистов, в том числе Элли Голдинг, Sugababes, Риты Ора и Зайн. Стеннетт также является соучредителем юридической фирмы SSB, представляющей интересы Адель, наряду с созданием удостоенной премии Грэмми группы авторов песен и продюсеров The Invisible Men, в которую входит её муж Джордж Астасио.
В октябре 2015 года было объявлено, что Стеннетт и Леонид Блаватник Access Industries, частная промышленная группа с крупными холдингами в музыкальном, медиа и телекоммуникационном секторах, сформируют новое совместное предприятие под названием First Access Entertainment. First Access Entertainment фокусируется на развитии и представлении талантов, развитии и представлении брендов, записи артистов и авторов песен, а также эксплуатации прав в музыкальной, развлекательной и модной индустрии.

## Список артистов
Начиная с 2021 года, First Access Entertainment является домом для целого ряда артистов, включая, но не ограничиваясь:
- Algee Smith
- Эшли Симпсон[5]
- Биби Рекса[6]
- Brian D. Lee
- Конор Мейнард
- Эван Росс[5]
- iLoveMakonnen
- Jack & Jack[6]
- Kara Marni
- Kiya Juliet
- Lion Babe
- MadeinTYO
- Мэдисон Бир[7]
- Ray BLK
- Рита Ора[8]
- The Invisible Men
- Travis Mills
- MJ Rodriguez

### Бывшие участники
| - Charles Hamilton (с 2015-2017) - Николь Шерзингер - The Pussycat Dolls (с 2019-2020) - Зейн (с 2015-2018) - Lil Peep (с 2016-2023) |